# Нибега
Нибега (южноселькупск. / Н́иввый кы) — река в России, протекает по Томской области. Устье реки находится в 48 км по левому берегу реки Суйга. Длина реки составляет 42 км. Приток — Санджике.
Название происходит от кетского ниба или селькупского неба — «бабушка» и селькупского га — «река», то есть «бабушкина река».

## Данные водного реестра
По данным государственного водного реестра России относится к Верхнеобскому бассейновому округу, водохозяйственный участок реки — Кеть, речной подбассейн реки — бассейн притоков (Верхней) Оби от Чулыма до Кети. Речной бассейн реки — (Верхняя) Обь до впадения Иртыша.